# Gabriella Engelmann
Gabriella Engelmann (* 1966 in München) ist eine deutsche Autorin, die auch unter dem Pseudonym Rebecca Fischer schreibt.

## Leben
Gabriella Engelmann wurde in München geboren und verbrachte dort ihre Kindheit. Im Jugendalter zog sie mit ihrer Mutter nach Hamburg, wo sie auch heute noch wohnt. Sie ist gelernte Buchhändlerin, arbeitete als Verlagsleiterin eines Kinderbuchverlages, als Lektorin und Literaturscout. Ihr Debütroman Die Promijägerin erschien am 1. Dezember 2004. Heute schreibt sie Romane, Kinder- und Jugendbücher. Der Roman Wildrosensommer erreichte im Mai 2016 Platz 16 der Spiegel-Bestsellerliste. Mit dem Roman Strandfliederblüten erreichte Gabriella Engelmann im April 2017 den 14. Platz der Spiegel-Bestsellerliste. Der Roman Strandkorbträume erreichte im April 2018 Platz 11, der Roman Die Liebe tanzt barfuß am Strand Platz 10 der Spiegel-Bestsellerliste.

## Werke

### Romane

#### Taschenbücher erschienen im Verlag Knaur (chronologisch)
- Inselzauber. ET 1. Juli 2007, Sylt-Reihe Band 1 der Büchernest-Serie, ISBN 978-3-426-51366-8.
- Eine Villa zum Verlieben. ET 1. September 2008, Band 1 Im Alten Land, ISBN 978-3-426-51710-9.
- Wolkenspiele. ET 1. März 2010, Amrum, ISBN 978-3-426-51744-4.
- Inselsommer. ET 2. Mai 2013, Sylt-Reihe Band 2 der Büchernest-Serie, ISBN 978-3-426-51145-9.
- Sommerwind. ET 2. Mai 2014, Föhr, ISBN 978-3-426-51432-0.
- Apfelblütenzauber. ET 1. April 2015, Fortsetzung der Villa zum Verlieben, ISBN 978-3-426-51577-8.
- Wildrosensommer. ET 2. Mai 2016, Vier- und Marschlande, auch als Hörbuch erhältlich, ISBN 978-3-426-51845-8.
- Wintersonnenglanz. ET 4. Oktober 2016, Sylt-Reihe Band 3 der Büchernest-Serie, auch als Hörbuch erhältlich, ISBN 978-3-426-51668-3.
- Strandfliederblüten. ET 3. April 2017, auch als Hörbuch und E-Book erhältlich, ISBN 978-3-426-52071-0.
- Strandkorbträume. ET 3. April 2018, Sylt-Reihe Band 4 der Büchernest-Serie, auch als Hörbuch und E-Book erhältlich, ISBN 978-3-426-52091-8.
- Schäfchenwolkenhimmel. ET 1. April 2019, Föhr, ISBN 978-3-426-52216-5.
- Zu wahr, um schön zu sein. ET 2. März 2020, Hamburg, ISBN 978-3-426-52217-2.
- Zauberblütenzeit. ET 3. August 2020, Band 3 Im Alten Land, auch als Hörbuch und E-Book erhältlich, ISBN 978-3-426-52504-3.
- Ich dachte schon, du fragst mich nie. ET 1. März 2021, auch als E-Book erhältlich, ISBN 978-3-426-52505-0.
- Inselsommerstürme. ET 1. September 2021, ISBN 978-3-426-52760-3.
- Die Liebe tanzt barfuß am Strand. ET 1. März 2022, Band 1 der Reihe Zauberhaftes Lütteby, ISBN 978-3-426-52621-7.
- Das Glück kommt in Wellen. ET 2. Mai 2022, Band 2 der Reihe Zauberhaftes Lütteby, ISBN 978-3-426-52622-4.
- Das Wunder küsst uns bei Nacht. ET 01.09.2022, Band 3 der Reihe Zauberhaftes Lütteby, ISBN 978-3-426-52623-1.
- Zwischen den Wellen glitzert das Glück. ET 27.02.2023, ISBN 978-3-426-52509-8.
- Inselsehnsucht. ET 24.07.2023, ISBN 978-3-426-52506-7.
- Der Winter zaubert Träume am Meer. ET 13.09.2024, Band 4 der Reihe Zauberhaftes Lütteby, ISBN 978-3-426-21753-5.
- Der Gesang der Seeschwalben. ET 03.03.2025, Band 1 einer Dilogie, ISBN 978-3-426-52507-4.

#### Unter dem Pseudonym Rebecca Fischer erschienen im Diana Verlag
- Lügst du noch oder liebst du schon. ISBN 978-3-453-35459-3.
- Nur lieben ist schöner. ISBN 978-3-453-35410-4.

#### Als E-Books erhältlich
- Die Promijägerin. Verlag Edel Elements
- Jagdsaison für Märchenprinzen. Verlag Edel Elements
- Nur Liebe ist schöner. dotbooks Verlag
- Schluss mit lustig. dotbooks Verlag

### Märchen
erschienen im Arena Verlag:
- Weiß wie Schnee, Rot wie Blut, Grün vor Neid.
- Hundert Jahre ungeküsst.
- Cinderella undercover.
- Küss den Wolf.
- Goldmarie auf Wolke sieben.

### Kinderbücher
im Magellan Verlag aus der Reihe Jolanda Ahoi erschienen:
1. Großer Zeh ins kalte Wasser.
2. Waschbär über Bord.
3. Volle Zauberkraft voraus.

Auch als Sammelband unter dem Titel Unser Hausboot, der Waschbär und ich erschienen.

### Jugendbücher
- Sturmgeflüster. im Arena-Verlag, auch als Hörbuch erhältlich
- Im Pyjama um halb vier. im Arena Verlag, zusammen mit Jakob M. Leonhardt
- Kuss au Chocolat. als E-Book dotbooks Verlag
- Schluss mit lustig. als E-Book dotbooks Verlag
- Te quiero heißt Ich liebe dich. E-Book dotbooks Verlag
- Verträumt, verpeilt und voll verliebt. E-Book dotbooks Verlag

### Kurzromane
- Dafür ist man nie zu alt.
- Ein Kuss der nach Lavendel schmeckt.
- Eine Liebe für die Ewigkeit.
- Zeit der Apfelrosen.
- Inselglück und Friesenkekse.

Als E-Book im dotbooks Verlag

### Kurzgeschichten
- Arche Noah. in „Sommernachtsküsse: die schönsten Liebesgeschichten“ mit Christine Albach (Herausgeberin) als Taschenbuch im Verlag Knaur.
- Die Sturmnacht. in „Weihnachtsherzen - die schönsten Geschichten zum Fest“ mit Anne Tente (Herausgeberin), Juliet Ashton, Morgan Callan Rogers, Sofie Cramer, Nina George, Ciara Geraghty, Tessa Hennig, Emma Sternberg, Lauren Willig, Janne Mommsen. Erschienen im Rowohlt Verlag
- Föhrer Glückskekse. in „Wellenküsse und Sommerfunkeln“ Gabriella Engelmann (Herausgeberin), mit Jean Bagnol, Sina Beerwald, Sofie Cramer, Nina George, Andrea Hackenberg, Birgit Hasselbusch, Kerstin Hohlfeld, Judith Kern, Tania Krätschmar, Iny Lorentz, Marie Matisek, Anneke Mohn, Antonia Michaelis, Gisa Pauly, Adriana Popescu, Kirsten Rick, Britta Sabbag, Nancy Salchow, Silke Schütze, Ally Taylor und Jana Voosen. Als E-Book bei feelings und ab dem 3. April 2017 unter dem Titel „Sommerfunkeln“ als Taschenbuch im Verlag Knaur.
- Sylter Weihnachtszauber. in „Lustig, lustig, trallalalala: Weihnachtsgeschichten zum Lachen“ mit Sünje Redis (Herausgeberin), Mia Morgowski, Horst Evers, Hans Rath, Steffi von Wolff, Martina Brandl, Oliver Uschmann, Dietmar Bittrich, Roberto Capitoni, Anne Hertz, Ruth Moschner, Mischa-Sarim Vérollet, Mirja Boes. Erschienen im Rowohlt Verlag, auch als E-Book und Hörbuch erhältlich.
- Die Weihnachtesverweigerin. in „Morgen, Freundchen, wird's was geben“ mit Mia Jäger (Herausgeberin) und 14 weiteren Autoren. Erschienen bei Knaur, auch als E-Book bei feelings erhältlich.
- Ich will doch nur spielen. in „Die Müttermafia und Friends - Das Imperium schlägt zurück“ mit Kerstin Gier (Herausgeberin), Hanna Dietz, Henrike Heiland, Birgit Fuchs, Steffi von Wolff, Jana Voosen, Dagmar Hansen, Eva Völler, Heide John, Anne Hertz, Andrea Koßmann, Maximilian Buddenbohm, Britt Reißmann und Matthias Sachau. Erschienen im Bastei Lübbe Verlag, auch als E-Book erhältlich.
- Liebe macht doof – Geschichten durch die rosa Brille. mit Steffi von Wolff (Herausgeberin), Kerstin Gier, Anne Hertz, Oliver Uschmann, Michael Gantenberg, Constanze Kleis, Kirsten Rick, Anette Göttlicher, Tine Wittler, Jana Voosen, und vielen anderen. Erschienen im Fischer Verlag.